# Apeman
Apeman è un brano musicale del gruppo rock britannico The Kinks, scritto dal leader della band Ray Davies, incluso nel loro album Lola Versus Powerman and the Moneygoround, Part One del 1970, e pubblicata su singolo (B-side Rats) nello stesso anno.

## Il brano
Nella canzone, Davies se la prende con la frenesia del mondo moderno e dichiara la sua volontà di: «Sail away to a distant shore and make like an apeman» ("salpare verso una spiaggia lontana per vivere come una scimmia"). Egli inoltre critica come l'uomo si crei da solo i propri problemi e, predica come rimedio "l'abbandonare le città e il traffico per andare a vivere nella giungla".
Apeman venne pubblicata su 45 giri alla fine del 1970, con sul lato B Rats, una composizione di Dave Davies. Sebbene il singolo non si rivelò un successo negli Stati Uniti tanto quanto la precedente Lola, ebbe invece molto riscontro in Gran Bretagna, dove raggiunse il quinto posto in classifica e divenne uno dei brani più famosi della band. Il singolo fu anche l'ultimo successo dei Kinks in Australia, raggiungendo la posizione numero 9 in classifica.

### Controversie
Una frase del testo della canzone, «...the air pollution is a-foggin' up my eyes...», creò qualche problema di censura ai Kinks in quanto la parola "a-foggin'" venne ritenuta foneticamente troppo simile a "a-fuckin'". Come accaduto in occasione del precedente singolo della band, Lola, dove Ray Davies era stato costretto a modificare la parola "Coca-cola" in "cherry cola", anche stavolta il gruppo dovette reincidere la frase incriminata, sovraincidendovi sopra una più chiara dizione di "a-foggin'" prima dell'uscita del singolo. Il testo originale rimase intatto sulla versione della canzone inserita nell'album, e si può ascoltare a 2 minuti e 20 secondi dall'inizio.

### Video
Come videoclip promozionale per il singolo, venne girato un filmato nel quale appariva John Gosling in costume da scimmia.

## Tracce singolo
Pye 7N 45016 UK
1. Apeman (Ray Davies) - 3:54
2. Rats (Dave Davies) - 2:40

## Formazione
- Ray Davies: chitarra acustica, voce solista
- Dave Davies: chitarra solista, cori
- John Dalton: basso, cori
- John Gosling: pianoforte
- Mick Avory: batteria, maracas

## Cover
- Jack Wild nel suo album del 1971 Everything's Coming Up Roses.
- Fish nel suo album Songs from the Mirror del 1993.
- Apeman è stata reinterpretata dal gruppo indie The Format. La loro versione è stata pubblicata su singolo il 1º dicembre 2006, e successivamente inclusa nella compilation B-Sides & Rarities del 2007.